# Criorhina alexandri
Criorhina alexandri är en tvåvingeart som beskrevs av Mutin 1999. Criorhina alexandri ingår i släktet pälsblomflugor, och familjen blomflugor. Inga underarter finns listade i Catalogue of Life.